# Wells Fargo Center (Los Angeles)
Il Wells Fargo Center è un complesso di edifici situato a Los Angeles, in California. È composto da due grattacieli: Wells Fargo Tower e KPMG Tower, collegati tra loro da un atrio al piano terra. Ha vinto numerosi premi, tra cui il Building Owners and Managers Association nel 1986-1987 e nel 2003-2004. 
La Wells Fargo Tower è l'edificio più alto (220 metri). È strutturata su 54 piani ed è il settimo edificio più alto di Los Angeles. Nel periodo di inaugurazione, nel 1983, il grattacielo era noto come Crocker Tower, in onore della Crocker National Bank di San Francisco. Il nome è poi cambiato in seguito alla fusione della Crocker con la Wells Fargo.
La KPMG Tower, alta 171 m, è stata completata nel 1983 ed ha 45 piani. È il sedicesimo edificio più alto della città.